# Pocket (fútbol americano)
El término passing pocket (en español, bolsa de protección, en México) se usa en el fútbol americano para describir el área dentro del backfield que se crea en una jugada por pase donde la línea ofensiva forma un muro de protección alrededor del quarterback para protegerlo. Esto le permite tener el tiempo adecuado para encontrar a un receptor y lanzarle el balón.[cita requerida]
La línea ofensiva retrocede un poco (drop back) y crea un área protegida para el quarterback para que trate de encontrar a un receptor abierto y deshacerse del balón. Si no logra encontrar a un receptor, intentará ganar yardas corriendo el balón él mismo. Esta área protegida recuerda de manera vaga la forma de una bolsa de un artículo de vestir.[cita requerida]
Incluso con una línea ofensiva bien estructurada, el quarterback sólo tiene segundos para pasar el balón dentro del pocket. Los quarterbacks pueden salirse del pocket, ya sea para ganar más tiempo para los wide receivers, evitar un sack o correr ellos mismos con el balón.[cita requerida]